# 聖イエス会
聖イエス会（せいイエスかい）は、日本の宗教法人である。
1946年1月5日、大槻武二によって創立され、現在、京都市右京区に本部を置くプロテスタント系のキリスト教団。

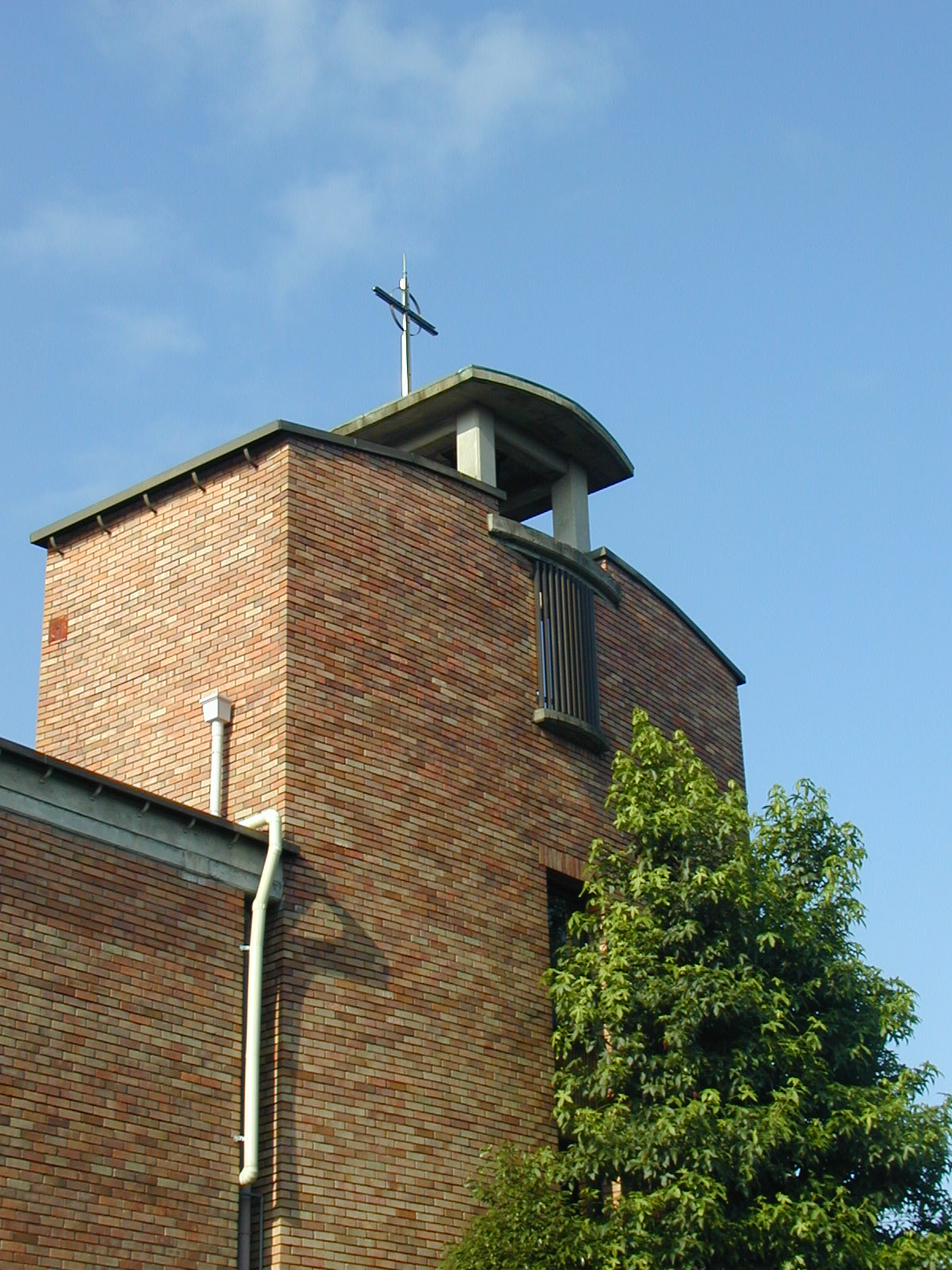
聖イエス会嵯峨野教会：聖イエス会本部教会

## 沿革

### 創立者
大槻武二（1906年6月26日 - 2004年9月10日）1906年、6月26日 - 現在の京都府綾部市白道路（はそうじ）に、父・清太郎、母・つるの（4男2女の）次男として誕生。1922年2月4日 、同志社にて金森通倫より受洗。1932年 、ホーリネス教会聖書学院卒業。

### 創立の経緯
「聖イエス会」（以下「本会」という）は、創立者大槻武二牧師が1938 年1 月9 日、鮮明な聖霊のバプテスマ（御名によるキリストの内住）を体験したことに端を発し、それに続くリバイバルを経て、1946 年1 月5 日、｢汝その名をイエスと名づくべし。己が民をその罪より救い給う故なり｣（マタイ1・21、文語訳）との聖書の言葉に基づき、聖霊の導きによって生まれた教団である。

創立者の受けたビジョンは次のとおりである。
1. イスラエルの独立・再建
2. イスラエルの霊的回復
3. エルサレムの平和
4. メシアの来臨

### 教義の大要
本会は、旧・新約聖書を誤りのない神の言葉と信じ、三位一体の神を信じる。また使徒信条を告白し、イエスの神性とメシア性を信じる者に、御名によって与えられる永遠の命と、イエス・キリストの再臨による神の国の実現とを信じる。

### 本会の使命
本会は、聖書の啓示に基づき、イスラエルと異邦人によって構成される「聖なる神殿」（エフェソ2・21）を完成し、メシアを迎え、神の計画を実現することを使命とする。

### 本会の精神
本会は、その使命を達成するために「キリスト者はキリストのごとく」「教会は使徒行伝のごとく」を標語とし、次のことを目指す。
１．本会は、聖書を信仰と生活の唯一の規範とする。また創立者の精神を尊び、それを継承し、本会の使命を実現することを目指す。
２．本会は、神の計画の中心であるイスラエルへの純粋な愛と祈りに満たされて、イスラエルの真実の友となることを目指す。
３．本会は、「聖イエス会嵯峨野教会」を「創立者記念教会」として尊び、協力関係を維持する。
　　また、所属教会間との連帯を密にし、神への愛と兄弟愛の良き模範となることを目指す。
４．本会では、聖日礼拝（日曜礼拝）を信仰生活の中心とし、神の家族として信徒相互の交わりを保つ。
　　会員は、各自が御名によってキリストを宿し、内住のキリストの愛と力に満たされて、キリストに似た者になることを目指す。
５．本会は、地域と世界に対して開かれた教会となり、より良き世界の建設のために貢献することを目指す。
　　そのために、本会ならびに会員は、教規・規則に従って、本会、各教会、会員間の秩序を保つように努める。

### 創立以降の沿革
- 1946年1月5日、聖イエス会発足、5月22日宗教法人設立登記完了
- 1947年聖イエス会修道学院・御幸教会献堂(広島県)
- 1950年本部を京都市右京区へ移す。本部教会として嵯峨野教会発足
- 1954年修道学院を聖イエス会ロゴス神学院と改名
- 1971年全国の聖イエス会の聖歌隊から選抜された黎明合唱団が海外へ派遣される
- 1972年大槻武二司牧職を勇退（以降、霊父＜ファーザー＞と呼ばれるようになる）
- 1984年聖霊の傾注(福山教会)
- 1993年ロゴス神学院京都府船井郡瑞穂町(現京丹波町)へ移転
- 1995年ホロコースト記念館献館
- 1999年エルサレム市が大槻武二に名誉市民の称号を授与
- 2004年大槻武二死去

## 組織

### 教団の行政形態
全聖職者による選挙により司牧を含め7名の長老が選ばれる。司牧は教団組織の責任者であり、司牧を含めた長老会は重要事項を審議決定する。また、事務においては、司牧以外の長老1人が代表役員として総理し、他の長老3名と、信徒による選挙により選ばれた信徒3名をもって「責任役員会」が構成される。責任役員会の決議に対して審議する機関として、長老以外の聖職者と信徒24名から構成される「代議員会」が置かれている。

### 教区・教会
2022年10月現在100の教会があり、聖職者は司牧によってそれぞれの教会に任命される（監督制叙任制度）。また、20の教区があり、教区内の各個教会間の協力の場となっている。
教会の礼拝空間は、聖別された雰囲気を保つため様々な工夫がなされている。すべての教会には正面に祭壇があり、聖書が置かれている。

### 会員
聖イエス会の会員は、使徒信条を告白しバプテスマ（洗礼）を受け、教会の定めた信徒の義務を行うもので、聖イエス会が包括する教会の教会員名簿に記載された者のことである。現在約5000人の会員がいる。

### 聖職者
ロゴス神学院を卒業した者で、聖イエス会が認定した者をいう。実績・実務年数・論文審査などをふまえて、補教師、正教師および牧師である。

### 教育機関

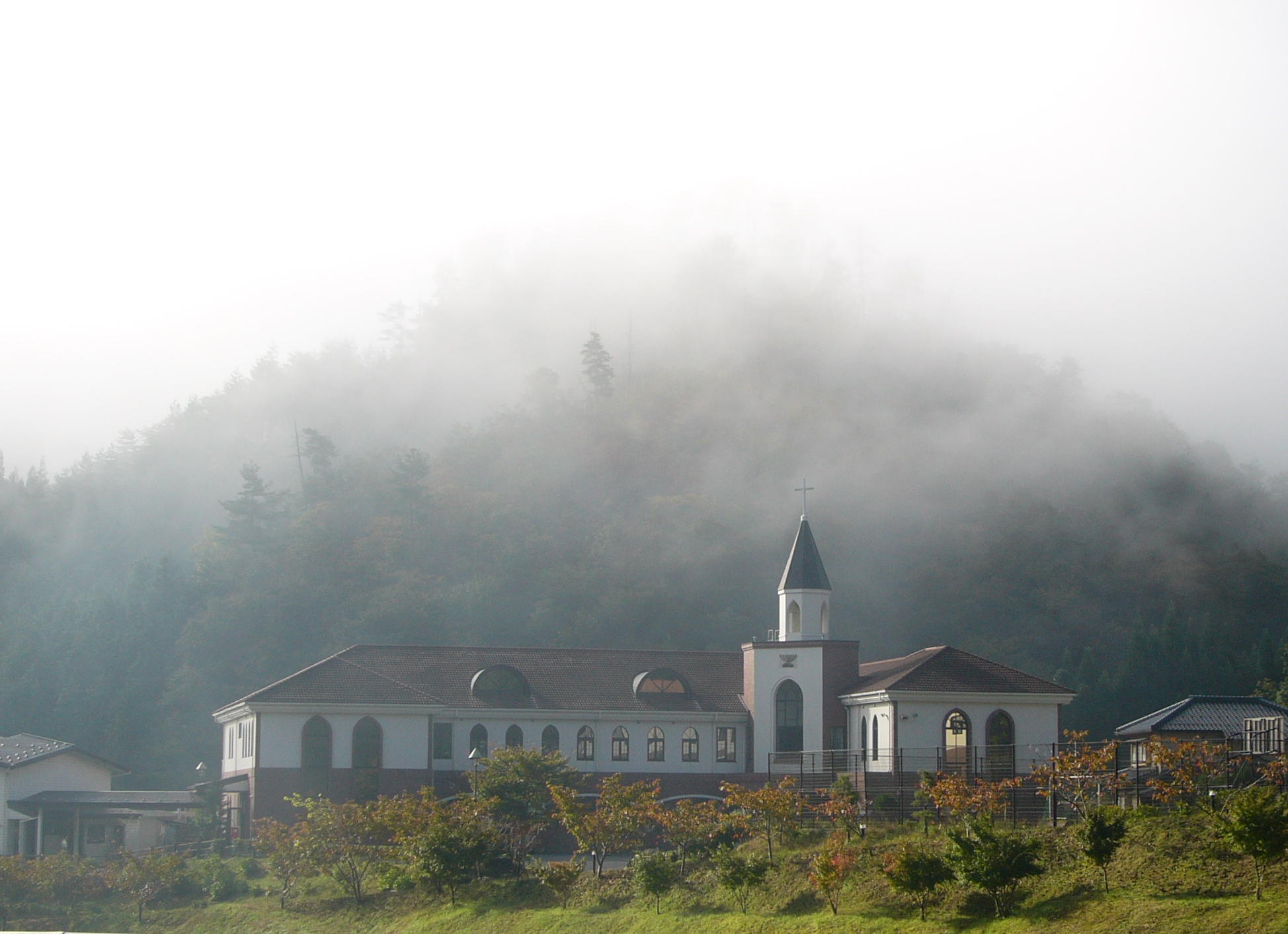
聖イエス会ロゴス神学院
聖職者養成機関として聖イエス会ロゴス神学院（京都府京丹波町）を設置している。修業年限は聖書科2年、神学科は4年である。ロゴス神学院の教育の根底にあるのは、聖職者が「キリストの模範に従って生きる」道をたどることである。神学院では一般的な聖書教育と共に、勤労、奉仕も重視されており、信仰的・内的訓練として、生活の中心は祈りと礼拝である。

### 出版事業
出版事業としてロゴス社が設置されている。伝道用トラクトとして『ぶどう樹』、機関紙として『言（ロゴス）』、『あかしびと』(主に教団の活動紹介や聖書研究など)などの定期出版物と、その他の不定期出版物を出版している。